# Muszla koncertowa w Krynicy-Zdroju
Muszla koncertowa – zabytkowy, reprezentacyjny budynek sceny dla orkiestry uzdrowiskowej usytuowany na krynickim deptaku, przy zachodnim zboczu Góry Parkowej, pomiędzy Nowym Domem Zdrojowym, a Pijalnią Główną.

## Opis muszli
Do wnętrza muszli prowadzą dwa rzędy schodów, łączące się z tyłu obiektu, gdzie znajdują się drzwi, przez które wchodzi się do niewielkiego zaplecza i dalej na scenę, nad którą znajduje się ozdobny żyrandol. Na frontowej ścianie muszli znajduje się płaskorzeźba i tablica poświęcona Janowi Kiepurze, śpiewakowi, właścicielowi pobliskiej willi "Patria", który nie raz koncertował w omawianej muszli.

## Historia
Historia obecnej muszli zaczyna się w latach 20. XX wieku, kiedy to obecna konstrukcja, zbudowana w stylu neoklasycyzmu, zastępuje  stary, drewniany podest z daszkiem dla orkiestry zdrojowej, pochodzący z lat 70. XIX wieku. Muszla została oddana do użytku w 1926 roku. Od chwili zbudowania nowego obiektu, owa muszla nie przechodziła poważniejszych przekształceń.

## Galeria

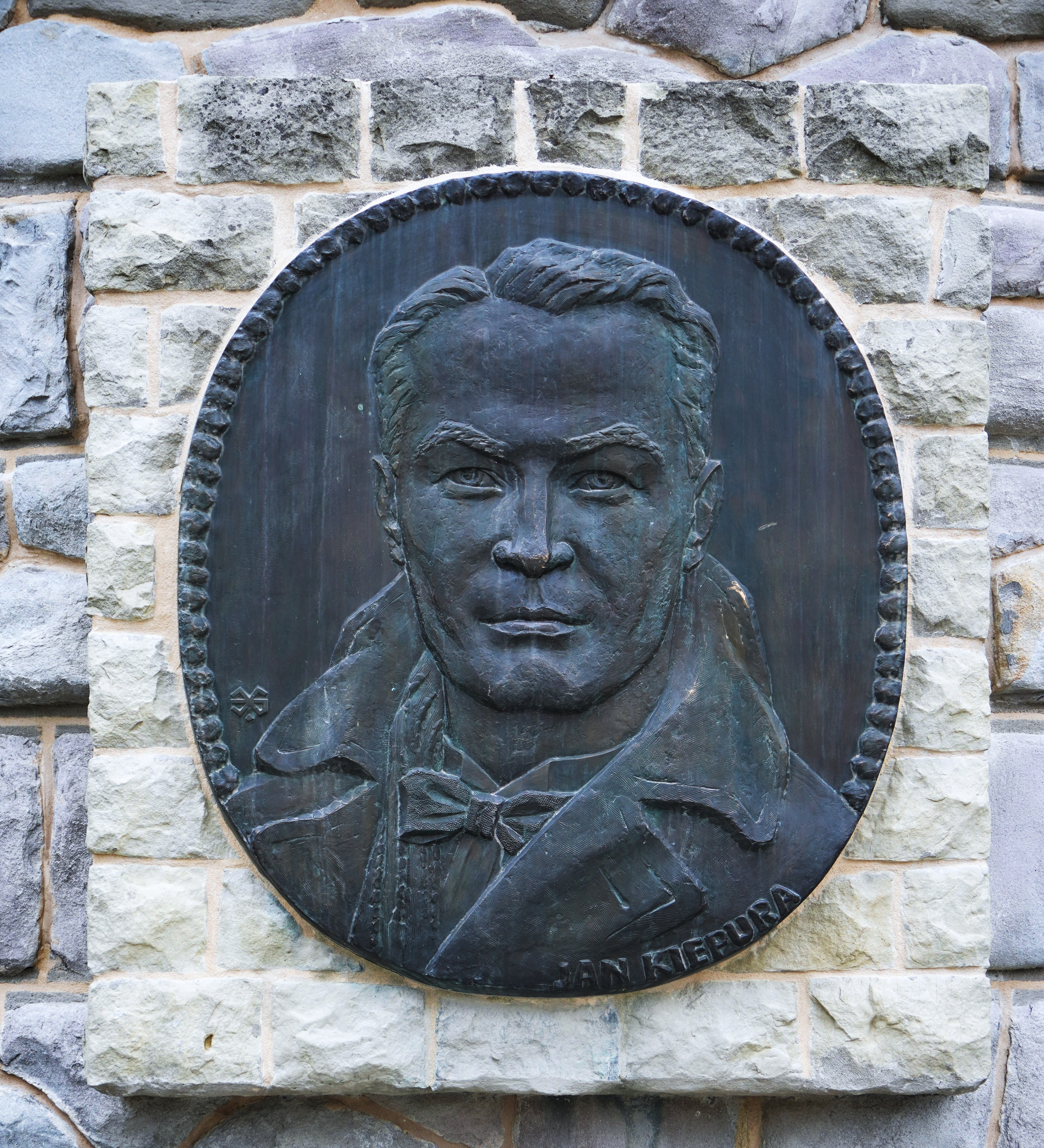
Tablica upamiętniająca Jana Kiepurę wmurowana w elewację muszli